# Bernard Tapie

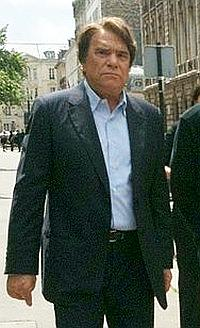
Bernard Tapie, 2012

Bernard Roger Tapie [bɛʁnaʁ ʁɔʒe tapi] (* 26. Januar 1943 in Paris; † 3. Oktober 2021 ebenda) war ein französischer Unternehmer und Politiker. Er gründete eine Unternehmensgruppe, war Eigentümer von Olympique Marseille (1986–1994) und Adidas (1990–1993).
Als Mitglied des linksliberalen Mouvement des radicaux de gauche (MRG) war er Abgeordneter in der französischen Nationalversammlung (1989–1992 und 1993–96), Minister für Stadtentwicklung (1992–1993) und Mitglied des Europäischen Parlaments (1994–1997).

## Unternehmer

### Anfänge und Erfolge
In einfachen Verhältnissen in Paris geboren und in der Gemeinde Le Bourget aufgewachsen, begann er nach seinem Grundschulabschluss ein Studium an der Industrieelektrizitätsschule, verließ sie aber vor Erhalt seines Diploms. Anschließend nach seinem Militärdienst im 93e régiment d’infanterie begann er 1963 als Verkäufer von Fernsehgeräten und machte sich ab 1964 selbständig. 1977 erwarb er die Papierfabrik Duverger und verkaufte sie zwei Jahre später mit Gewinn weiter. 1979 gründete er in Paris die Beteiligungsgesellschaft Groupe Bernard Tapie. Das Geschäftsmodell war der Kauf und die Sanierung insolventer Unternehmen. Später wurde ihm vorgeworfen, die Unternehmen auszuplündern.
Es entstand ein Mischkonzern unterschiedlichster Unternehmensbeteiligungen (unter anderem Testut, Look, Terraillon, La Vie Claire, Wonder, Manufrance und vor allem Adidas), das weitgehend von der damals staatlichen Bank Crédit Lyonnais finanziert wurde. Die juristische Abwicklung vieler Geschäfte übernahm die Kanzlei von Didier Calmels, der Tapie den Zugang zu hohen politischen Amtsträgern, darunter dem Justizminister, ermöglichte. Anfang der 1990er Jahre wies die Groupe Bernard Tapie jährlich einen Gewinn von fünf Milliarden Franc aus.

### Konkurs
Anfang der 1990er Jahre geriet Tapie zunehmend in die Kritik und mit dem Kollaps des Crédit Lyonnais 1993 verlor er auch die Unterstützung seiner Bank. Im Herbst 1994 erklärte Bernard Tapie seine Insolvenz. Im Juli 1996 wurde er im Rahmen der Affaire Testut wegen Untreue zu zwei Jahren Haft auf Bewährung und zu einer Geldstrafe von 300.000 Franc verurteilt. Ende 1996 wurde er erneut wegen Insolvenzvergehen, Unterschlagung und Bestechung insbesondere im Rahmen der Affaire OM-VA für schuldig befunden und zu acht Monaten Haft verurteilt, von denen er 1997 sechs Monate absaß.

### Adidas-Affäre
In Deutschland wurde Tapie vor allem durch den Kauf der Aktienmehrheit des Sportartikelherstellers Adidas im Jahre 1990 bekannt. Der spätere Verkauf dieser Beteiligung beschäftigte dann über ein Jahrzehnt die Gerichte: Tapie beauftragte Crédit Lyonnais 1994 mit dem Verkauf seiner Anteile, die die Bank für 2,085 Milliarden Franc selbst erwarb und wenige Monate später für fast das Doppelte an Robert Louis-Dreyfus verkaufte. Tapie warf Crédit Lyonnais vor, ihn und die anderen Aktionäre um den Mehrerlös geprellt zu haben. 2005 wurden Tapie 135 Millionen Euro Schadenersatz zugesprochen. Das Urteil wurde jedoch vom Pariser Kassationsgericht aufgehoben. Ein anschließendes Schiedsgerichtsverfahren sprach Tapie im Juli 2008 einen endgültigen Schadenersatz von 285 Millionen Euro zu; es kam schließlich zu einer Zahlung von 403 Millionen Euro (einschließlich Zinsen) an Tapie.
Die Entscheidung der Regierung, den Streit durch ein Schiedsgerichtsverfahren beizulegen, war politisch umstritten, und im Juni 2011 nahm die französische Justiz Ermittlungen unter anderem gegen die damalige Wirtschaftsministerin Christine Lagarde auf. Im Januar 2013 erfolgten im Rahmen dieser Ermittlungen Hausdurchsuchungen unter anderem bei Tapie und Stéphane Richard, CEO von France Telecom und damaliger Kabinettschef von Christine Lagarde, im März 2013 auch bei Lagarde selbst.
Ende Juni 2013 wurde in dieser Sache ein gerichtliches Untersuchungsverfahren gegen Tapie mit der Begründung „eines bandenartig organisierten Betrugs“ eröffnet, da verschwiegene vorherige Beziehungen zwischen einem der Schiedsrichter und Tapie ans Licht gekommen waren.
Am 9. Juli 2019 wurde Tapie freigesprochen.

### Übernahme von Tageszeitungen
Im Dezember 2012 übernahm Tapie gemeinsam mit Philippe Hersant für 50 Millionen Euro eine Reihe südfranzösischer Zeitungen, darunter La Provence, Nice-Matin und dessen Ableger Var-Matin und Corse-Matin, die aus der überschuldeten Groupe Hersant Média herausgelöst wurden.

## Politiker
Bernard Tapie sympathisierte zunächst mit der rechten Seite des politischen Spektrums. Bei der Parlamentswahl 1986 wollte er für das gaullistische RPR kandidieren, wurde aber nicht nominiert. Stattdessen näherte er sich dem Lager des sozialistischen Präsidenten François Mitterrand an. Dieser wollte nach seiner Wiederwahl 1988 auch mithilfe prominenter Kandidaten die Parlamentsmehrheit erringen. Als Divers gauche („parteiloser Linker“) trat er im 6. Wahlkreis des Département Bouches-du-Rhône für das Mitte-links-Bündnis Majorité présidentielle („Mehrheit für den Präsidenten“) an, unterlag aber in der Stichwahl mit nur 84 Stimmen Abstand gegen Guy Teissier von der bürgerlichen UDF. Wegen Unregelmäßigkeiten bei der Wahl annullierte jedoch der Conseil constitutionnel das Ergebnis und ordnete eine Wiederholung an. Diese gewann Tapie mit 50,9 % der Stimmen und zog im Januar 1989 als Abgeordneter in die Nationalversammlung ein.
Zur Regionalwahl in Provence-Alpes-Côte d’Azur gründete Tapie zusammen mit dem Modeschöpfer Daniel Hechter die Liste Énergie Sud, die knapp 20 Prozent der Stimmen erhielt. Unter der sozialistischen Regierung von Premierminister Pierre Bérégovoy war Tapie vom 2. April 1992 bis zum 3. Juni 1992 und vom 26. Dezember 1992 bis zum 29. März 1993 französischer Minister für die Belange der Städte (Ministre de la Ville). Er trat im Februar 1993 der sozialliberalen Partei Mouvement des radicaux de gauche (MRG) bei, die damals von Jean-François Hory geführt wurde. In der Öffentlichkeit war umstritten, ob Tapie das MRG zum eigenen Vorteil nutzen wollte oder umgekehrt Hory sich Tapies bediente, um seiner Partei größere Wirkung zu verleihen. Mit Tapie nahm das zuvor eher bürgerliche MRG eine linkspopulistische Ausrichtung an und sprach besonders Jugendliche, Arbeitslose und Geringverdiener an. Bei der Parlamentswahl im März 1993 wurde Tapie zum Abgeordneten des 10. Wahlkreises von Bouches-du-Rhône gewählt.
Zur Europawahl 1994 trat das MRG anders als sonst nicht im Bündnis mit den Sozialisten, sondern mit einer eigenen Liste namens Énergie radicale und Tapie als Spitzenkandidat an. Diese Liste erhielt 12,0 % der Stimmen und 13 der 87 Sitze im Europäischen Parlament. Auch Tapie wurde Europaabgeordneter, er saß in der Fraktion der Radikalen Europäischen Allianz, war Mitglied im Ausschuss für Verkehr und Fremdenverkehr sowie Delegierter für die Beziehungen zu den Maghreb-Ländern und der Union des Arabischen Maghreb. Als verschiedene Betrugs- und Korruptionsvorwürfe gegen Tapie publik wurden, stürzte die Partei jedoch schnell wieder ab. Im September 1996 legte Tapie sein Mandat in der Nationalversammlung nieder, im Februar 1997 auch das im EU-Parlament. 2007 und 2012 unterstützte Tapie den Wahlkampf des konservativen Kandidaten Nicolas Sarkozy.

## Sport
Bernard Tapie war Anfang der 1960er Jahre als Fahrer in der Formel 3 tätig; nach einem schweren Unfall gab er aber den Motorsport auf. Mitte der 1980er Jahre erregte Tapie Aufsehen mit der Übernahme des französischen Radsportteams La Vie Claire. Auf der Gehaltsliste des Teams standen Namen wie Bernard Hinault, Greg LeMond, Steve Bauer, Andrew Hampsten und Jean-François Bernard. „La Vie Claire“ avancierte in der Zeit von 1983 bis 1987 zu einer der erfolgreichsten Mannschaften des Jahrzehnts und errang mehrere wichtige Siege, darunter auch drei Erfolge bei der Tour de France durch LeMond und Hinault. 1983 erwarb Tapie die Kapitalmehrheit am Unternehmen Look und investierte in die Entwicklung neuartiger Klickpedalen (eine technologische Weiterentwicklung von Skibindungen) für Rennräder. 1985 gewann Hinault die Tour de France mit den neuen Pedalen.
Bernard Tapie war von 1986 bis 1994 Aktionär und Präsident des französischen Fußballvereins Olympique Marseille. In dieser Zeit war der Verein außerordentlich erfolgreich. Olympique Marseille erreichte von 1989 bis 1993 fünf nationale Titel in Folge, gewann 1989 den nationalen Pokal und siegte 1993 in der UEFA Champions League.
Diese Erfolge waren jedoch nicht nur sportlich erreicht worden. Vereinspräsident Tapie hatte vor dem Punktspiel gegen US Valenciennes Bestechungsgelder gezahlt und so regelwidrig zu den Erfolgen seiner Mannschaft beigetragen. Die französische Meisterschaft wurde Olympique Marseille aberkannt, der Verein 1994 in die Zweite Liga zurückgestuft und Tapie selbst im Jahr 1997 in zweiter Instanz zu einer Freiheitsstrafe von acht Monaten verurteilt.

## Entertainer
Nach ersten erfolglosen Versuchen als Sänger und Entertainer in den 1960er Jahren und Auftritten als Fernsehmoderator in den späten 1980er Jahren begann Tapie nach seiner Insolvenz im Jahr 1996 als Schauspieler, Musiker, Moderator und Schriftsteller tätig zu werden, weil es ihm nicht mehr möglich war, seine früheren Interessen zu verfolgen: Wegen persönlichen Bankrotts (faillite personnelle) konnte er kein Unternehmen mehr gründen, er durfte kein politisches Amt ausüben und war aus dem Fußball verbannt.
1996 spielte er zusammen mit Fabrice Luchini in Claude Lelouchs Film Hommes, femmes, mode d’emploi (Männer und Frauen - Eine Gebrauchsanweisung) mit. 1998 wirkte er in dem Lied C’est beau la vie des französischen Künstlers Doc Gynéco mit. Unter dem Titel Wer ist Bernard Tapie? drehte die amerikanische Filmemacherin Marina Zenovich im Jahr 2001 einen Dokumentarfilm über ihn. 2023 erschien die Netflix-Miniserie „Tapie“ von Tristan Séguéla und Olivier Demangel mit Laurent Lafitte als Bernard Tapie.

## Privatleben
Bernard Tapie heiratete 1964 Michèle Layec, mit der er einen Sohn und eine Tochter hat. In zweiter Ehe heiratete er 1987 Dominique Mialet-Damiano; aus dieser Ehe gingen ebenfalls zwei Kinder hervor.
Tapie, der mehrere Jahre an Magenkrebs litt, starb im Oktober 2021 in Paris.